# Грішин Ігор Іванович
І́гор Іва́нович Грі́шин (нар. 11 січня 1975, Слов'янськ, Донецька область, Українська РСР — 2 травня 2014, Карпівка, Слов'янський район, Донецька область, Україна) — український військовий льотчик, капітан (посмертно) Збройних сил України, бортовий авіаційний технік вертолітної ланки 16-ї окремої бригади армійської авіації. Загинув в ході російсько-української війни, захищаючи рідне місто.

## Короткий життєпис
Ігор Грішин народився у Слов'янську на Донеччині. Закінчив слов'янську ЗОШ № 13. Навчався за військовою спеціальністю «інженер-механік» у Київському інституті військово-повітряних сил. 2006 року закінчив Інститут післядипломної освіти та доуніверситетської підготовки Львівського національного університету імені Івана Франка за спеціальністю «правознавство».
У березні 2014 року Ігор Грішин повернувся добровольцем до війська, щоб захищати рідну Донеччину. Поновився в армії з запасу і отримав призначення у 16-ту окрему бригаду армійської авіації 8-го армійського корпусу Сухопутних військ ЗС України (в/ч А2595, Броди, Львівська область).
З початком антитерористичної операції на сході України льотчики 16 ОБрАА перебазувалися на військовий аеродром у м. Чугуїв та виконували завдання із патрулювання території в районі Слов'янська і Краматорська у Донецькій області.
2 травня 2014 року поблизу села Карпівка Слов'янського району російські бойовики за допомогою переносних зенітних ракетних комплексів збили два вертольоти Мі-24 Збройних сил України, які здійснювали повітряне патрулювання в районі міста Слов'янська. В результаті обстрілу п'ятеро офіцерів з двох екіпажів бродівської авіабригади загинули, один отримав поранення. Спочатку, близько 3-ї години ранку, підбили вертоліт Сергія Руденка Мі-24П «09 жовтий», він закрутився і почав падати. Командир дав можливість одному з членів екіпажу вискочити з вертольота і намагався врятувати ще одного. Коли вертоліт впав, в ньому почали вибухати боєприпаси. Майор Сергій Руденко і старший лейтенант Ігор Грішин загинули, поранений капітан Євген Краснокутський був захоплений проросійськими бойовиками (його звільнили 5 травня). Другий вертоліт, «40 жовтий», полетів на допомогу, але теж був збитий. Загинули всі члени екіпажу: майор Руслан Плоходько, майор Олександр Сабада і капітан Микола Топчій. Тіла обгоріли, ідентифікація проводилась за експертизою ДНК.
20 травня в Бродах, на території військової частини відбулося прощання з п'ятьма загиблими льотчиками.
Ігоря Гришина поховали в с. Берлин, що неподалік від Бродів, де у нього залишилась дружина Марія та дві доньки 8 і 7 років. У Слов'янську проживає сестра Ірина. Та залишилася старша донька від першого шлюбу - 21 рік.

## Нагороди
- орден Богдана Хмельницького III ступеня (20 червня 2014, посмертно) — за особисту мужність і героїзм, виявлені у захисті державного суверенітету та територіальної цілісності України, вірність військовій присязі та незламність духу.[1]

## Вшанування пам'яті
- У травні 2015 року в Бродах відкрито Алею Слави військових льотчиків, які загинули на Донбасі захищаючи Україну[2].
- 21 травня 2016 року у Слов'янській загальноосвітній школі I—III ступенів № 13 відбулося урочисте відкриття меморіальної дошки, присвяченої випускнику школи Ігорю Грішину[3]. Раніше на згадку про загиблого капітана в музеї школи було відкрито пам'ятний стенд.
- Почесний громадянин Слов'янська (посмертно).[4]